# Stephen Covey
Stephen Richards Covey (Salt Lake City, 24 ottobre 1932 – Idaho Falls, 16 luglio 2012) è stato un educatore, scrittore e uomo d'affari statunitense.
Divenne celebre a livello internazionale per la sua pubblicazione The seven Habits of Highly Effective People. Il libro, pubblicato nel 1989, ebbe uno straordinario successo, vendendo oltre 25 milioni di copie con traduzioni in oltre 50 lingue . In Italia fu pubblicato per la prima volta nel 1991 dall'editore Bompiani col titolo I sette pilastri del successo. Fu professore presso la "Jon M. Huntsman School of Business" presso l'università dello Utah fino alla sua morte.

## Biografia
Covey nasce da Stephen Glenn Covey e Irene Louise Richards Covey a Salt Lake City, Utah, il 24 ottobre 1932.  Louise era la figlia di Stephen L Richards, un seguace e consigliere del primo presidente della "Church of Jesus Christ of Latter-day Saints" sotto la guida di David O. McKay. Covey era cognato di Stephen Mack Covey che fondò la catena di alberghi "Little America Hotels" vicino Granger, Wyoming.
Covey conseguì una laurea in amministrazione aziendale presso la università dello Utah, un MBA dall'Università di Harvard e il titolo di 'Dottore della Religione' (DRE) dalla Brigham Young University. Ha ricevuto dieci dottorati onorari.

Nell'aprile del 2012 Covey stava andando in bicicletta nel Rock Canyon Park in Provo (Utah), quando perse il controllo del mezzo. Sebbene indossasse un casco, secondo sua figlia Catherine Sagers, esso si sganciò non impedendo all'uomo il forte impatto con il bordo di un marciapiede. Covey  si ruppe anche delle costole e perse conoscenza.
Covey mori per le conseguenze dell'incidente all'Eastern Idaho Regional Medical Center in Idaho Falls (Idaho), nelle prime ore del mattino del 16 luglio 2012 a 79 anni.

## Opere
- Spiritual Roots of Human Relations (1970) (ISBN 0-87579-705-9)
- The Divine Center (1982) (ISBN 1-59038-404-0)
- Le sette regole per avere successo (1989, 2004) (ISBN 0-671-70863-5)
- Principle Centered Leadership (1989) (ISBN 0-671-79280-6)
- First Things First - Le prime cose al primo posto, co-authored with Roger and Rebecca Merrill (1994) (ISBN 0-684-80203-1)
- Living the Seven Habits (2000) (ISBN 0-684-85716-2)
- 6 Events: The Restoration Model for Solving Life's Problems (2004) (ISBN 1-57345-187-8)
- L'ottava regola (2004) (ISBN 0-684-84665-9)
- Quest: The Spiritual Path to Success by Stephen R. Covey (Editor) (1997), with Thomas Moore, Mark Victor Hansen, David Whyte, Bernie Siegel, Gabrielle Roth and Marianne Williamson. Simon & Schuster AudioBook ISBN 978-0-671-57484-0
- The Leader in Me: How Schools and Parents Around the World Are Inspiring Greatness, One Child At a Time (2008) (ISBN 1-43910-326-7)
- The 7 Habits of Highly Effective Network Marketing Professionals (2009) (ISBN 978-1-933057-78-1)
- The 3rd Alternative: Solving Life's Most Difficult Problems (2011) (ISBN 978-1451626261)